# Vegard Breen
Vegard Breen (Eidsvoll, 8 februari 1990) is een Noors voormalig wielrenner.
In 2008 was hij Noors kampioen tijdrijden bij de junioren en werd hij tweede op het Europese kampioenschap. Hij was als beroepsrenner actief tussen 2010 en 2017.

## Belangrijkste overwinningen
2008
- Noors kampioen tijdrijden, Junioren
- Europees kampioenschap tijdrijden, Junioren

2011
- 2e etappe Eidsvollrittet

2012
- La Côte Picarde (U23)

2013
- 3e etappe Circuit des Ardennes
- Eindklassement Ronde de l'Oise

## Resultaten in voornaamste wedstrijden
| Jaar | Ronde van Italië | Ronde van Frankrijk | Ronde van Spanje |
| ---- | ---------------- | ------------------- | ---------------- |
| 2014 |                  |                     | 129e             |
| 2015 |                  |                     |                  |
| 2016 |                  | 167e                |                  |

| Jaar | Parijs-Roubaix | Parijs-Tours |  | WK op de weg |
| ---- | -------------- | ------------ |  | ------------ |
| 2014 | 129e           |              |  |              |
| 2015 |                |              |  | opgave       |
| 2016 | 99e            | 157e         |  |              |

## Ploegen
- 2010 –  Joker Merida
- 2011 –  Joker Merida
- 2012 –  Joker Merida
- 2013 –  Joker Merida
- 2014 –  Lotto-Belisol
- 2015 –  Lotto Soudal
- 2016 –  Fortuneo-Vital Concept
- 2017 –  Joker Icopal

Armée · Bak · Boeckmans · Breen · Broeckx · De Bie · Debusschere · De Clercq · Dehaes · Dockx · Gallopin · Greipel · Hansen · Henderson · Kaisen · Ligthart · Monfort · Roelandts · Sieberg · Vallée · Van den Broeck · Van der Sande · D. Vanendert · J. Vanendert · Van Genechten · Vervaeke · Wellens · Willems · Benoot (stagiair) · Meurisse (stagiair) · Naesen (stagiair)
Armée · Bak · Benoot · Boeckmans · Breen · Broeckx · De Buyst · De Bie · Debusschere · De Clercq · De Gendt · Dehaes · Dockx · Gallopin · Greipel · Hansen · Henderson · Ligthart · Monfort · Roelandts · Sieberg · Vallée · Van den Broeck · Van der Sande · D.Vanendert · J.Vanendert · Vervaeke · Wellens · Frison (stagiair) · Van Gestel (stagiair) · Van Rooy (stagiair)